# Tawang (Distrikt)
Der Distrikt Tawang ist ein Distrikt im indischen Bundesstaat Arunachal Pradesh. Sitz der Distriktverwaltung ist Tawang. Der zugehörige Hierarchische Administrative Subdivision-Code (HASC) lautet: IN.AR.TA.

## Geschichte
Das Gebiet stand jahrhundertelang nominell unter tibetischer Herrschaft. Die McMahon-Linie schlug das Gebiet Britisch-Indien zu und es wurde von Assam aus verwaltet. Da die Chinesen die Shimla-Konvention im Jahr 1914 nicht unterschrieben hatten, betrachten sie das Gebiet als Teil Tibets (Südtibet) und somit Chinas. Die Briten und danach die Inder verwalteten das Gebiet als Teil der North-East Frontier Tracts (ab 1951 North-East Frontier Agency). Es war bis 1948 Teil des 1919 gegründeten Balipara Frontier Tracts und dieses Gebiet trug später den Namen Sela Sub Agency. Nach der Unabhängigkeit Indiens wurde diese Agency in Kameng Frontier Division umbenannt. Seit einer weiteren Umbenennung 1965 trug dieser Distrikt den Namen Kameng Distrikt. Die sich widersprechenden Gebietsansprüche führten 1962 zum Indisch-Chinesischen Grenzkrieg und der kurzzeitigen Besetzung durch die Volksrepublik China. Im Jahr 1980 spaltete sich der Distrikt Kameng in die beiden Distrikte East Kameng und West Kameng auf. Das Gebiet des heutigen Distrikts wurde Teil des Distrikts West Kameng. Der westliche Teil dieses Gebiets wurde am 6. Oktober 1984 vom Distrikt West Kameng getrennt und zum Distrikt Tawang.

## Geografie

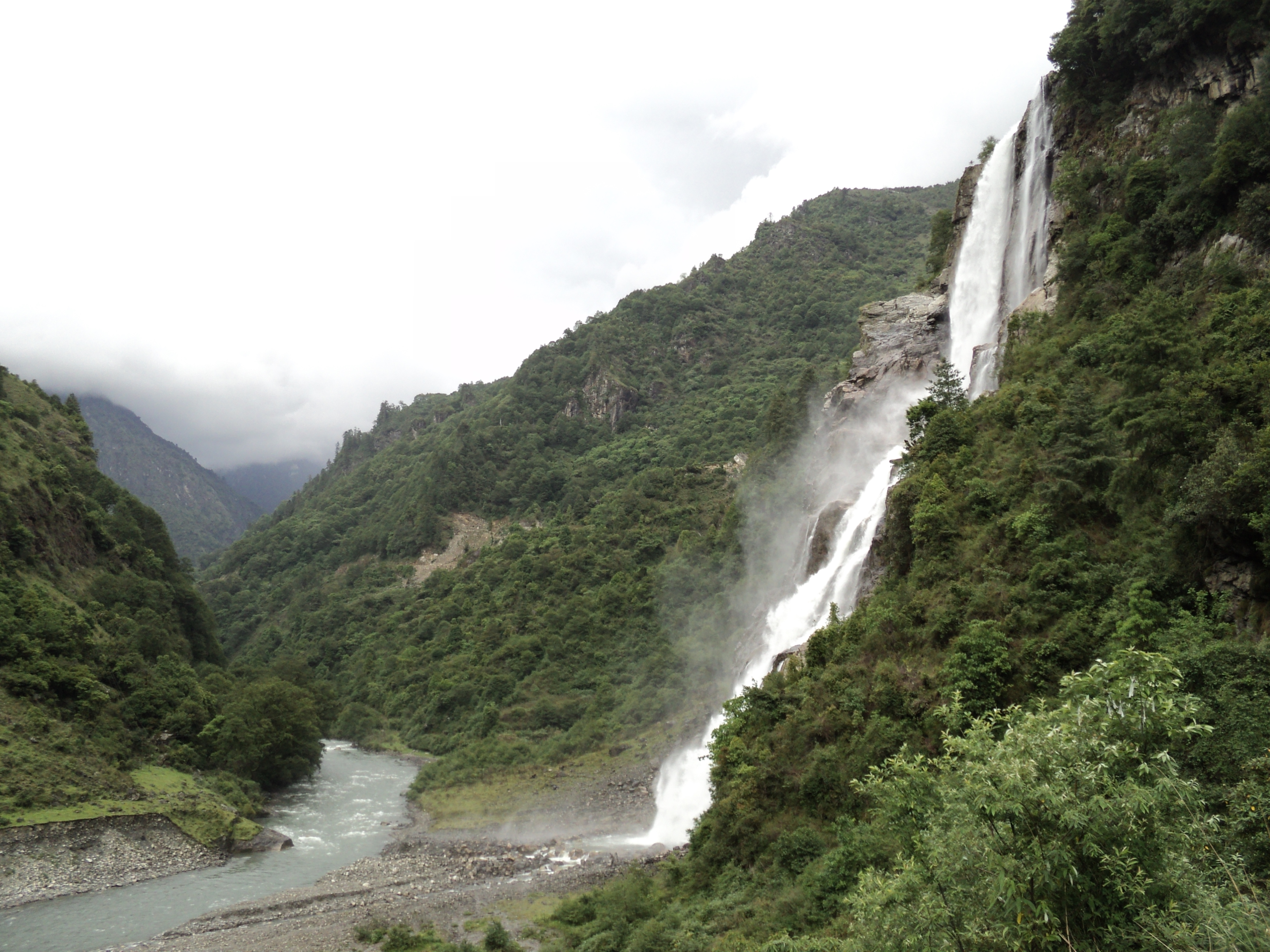
Jang-Wasserfälle in Tawang, die im Film Glut der Rache – Koyla gezeigt wurden.

Der Distrikt Tawang liegt im äußersten Nordwesten von Arunachal Pradesh im Assam-Himalaya. Tawang grenzt im Süden, Südwesten und Westen an Bhutan, im Norden an Tibet sowie im Osten an East Kameng und im Südosten und Süden an den Distrikt West Kameng. Die Fläche des Distrikts Tawang beträgt 2172 km². Der Distrikt wird von den Flüssen Nyashang Chu und Tawang in südlicher bzw. südwestlicher Richtung durchflossen.

## Bevölkerung

### Übersicht
Nach der Volkszählung 2011 hat der Distrikt Tawang 49.977 Einwohner. Bei 23 Einwohnern pro Quadratkilometer ist der Distrikt nur dünn besiedelt. Die Bevölkerungsentwicklung ist typisch für Indien. Zwischen 2001 und 2011 stieg die Einwohnerzahl um 28,4 Prozent. Der Distrikt ist deutlich ländlich geprägt und hat eine unterdurchschnittliche Alphabetisierung. Es gibt keine Dalits (scheduled castes), aber sehr viele Angehörige der anerkannten Stammesgemeinschaften (scheduled tribes).

### Bevölkerungsentwicklung
Wie überall in Indien wächst die Einwohnerzahl im Distrikt Tawang seit Jahrzehnten stark an. Die Zunahme betrug in den Jahren 2001–2011 rund 28 Prozent (28,40 %). In diesen zehn Jahren nahm die Bevölkerung um mehr als 11.000 Menschen zu. Die genauen Zahlen verdeutlicht folgende Tabelle:

### Bedeutende Orte
Im Distrikt gibt es mit dem Hauptort Tawang nur einen Ort, der als Stadt (town oder census town) gilt. Deshalb ist der Anteil der städtischen Bevölkerung im Distrikt tief. Denn nur 11.202 der 49.977 Einwohner oder 22,41 % leben in städtischen Gebieten.

### Bevölkerung des Distrikts nach Geschlecht
Der Distrikt hatte immer mehr männliche als weibliche Einwohner. Dies ist typisch für weite Gebiete Indiens. Der Anteil der männlichen Bevölkerung liegt aber deutlich über dem indischen Durchschnitt. Dies aufgrund der starken Zuwanderung. Die Verteilung der Geschlechter sieht wie folgt aus:
| Verteilung der Bevölkerung nach Geschlecht im Distrikt Tawang |                   |                   |                   |                   |                   |                   |                   |                   |                   |                   |                   |                   |
|                                                               | Volkszählung 1961 | Volkszählung 1961 | Volkszählung 1971 | Volkszählung 1971 | Volkszählung 1981 | Volkszählung 1981 | Volkszählung 1991 | Volkszählung 1991 | Volkszählung 2001 | Volkszählung 2001 | Volkszählung 2011 | Volkszählung 2011 |
| Anzahl                                                        | Anteil            | Anzahl            | Anteil            | Anzahl            | Anteil            | Anzahl            | Anteil            | Anzahl            | Anteil            | Anzahl            | Anteil            |                   |
| GESAMT                                                        | 14.807            | 100 %             | 18.754            | 100 %             | 21.735            | 100 %             | 28.287            | 100 %             | 38.924            | 100 %             | 49.977            | 100 %             |
| Männer                                                        | 7859              | 53,08 %           | 10.121            | 53,97 %           | 11.408            | 52,49 %           | 15.338            | 54,22 %           | 21.846            | 56,12 %           | 29.151            | 58,33 %           |
| Frauen                                                        | 6948              | 46,92 %           | 8633              | 46,03 %           | 10.327            | 47,51 %           | 12.949            | 45,78 %           | 17.078            | 43,88 %           | 20.826            | 41,67 %           |

### Volksgruppen
In Indien teilt man die Bevölkerung in die drei Kategorien general population, scheduled castes und scheduled tribes ein. Die scheduled castes (anerkannte Kasten) mit (2011) 0 Menschen (0,00 Prozent der Bevölkerung) werden heutzutage Dalit genannt (früher auch abschätzig Unberührbare betitelt). Die scheduled tribes sind die anerkannten Stammesgemeinschaften mit (2011) 34.811 Menschen (69,65 Prozent der Bevölkerung), die sich selber als Adivasi bezeichnen. Zu ihnen gehören in Arunachal Pradesh 104 Volksgruppen. Die mitgliederreichsten anerkannten Stammesgemeinschaften sind die Monpa (27.277 Personen oder 54,58 % Bevölkerungsanteil) und Tawang (6344 Personen oder 12,69 %). Die höchsten Anteile erreichen die Mitglieder der anerkannten Stammesgemeinschaften in den Circles Bongkhar, Dudunghar, Mukto und Zemithang, wo sie jeweils mehr als 90 % der Bevölkerung stellen.

### Bevölkerung des Distrikts nach Sprachen
Der Distrikt ist sprachlich sehr durchmischt. Eine deutliche Mehrheit der Bevölkerung spricht eine tibetobirmanische Sprache. Die weitverbreitetsten Sprachgruppen dieser Sprachfamilie stellen die Bhotia (Denjongka) mit 30.414 Personen oder 60,86 % der Einwohnerschaft, Monpa und Nissi/Dafla (mit Nissi/Dafla und Apatani; 464 Personen oder 0,93 %). Bhotia (Denjongka) ist in neun der zehn Circles die gebräuchlichste Muttersprache. In den Circles Jang, Lhou und Tawang gibt es größere Sprachminderheiten von Zugewanderten. Einzig in der Stadt Tawang ist Bhotia mit 2145 Personen oder 19,17 % Bevölkerungsanteil in der Minderheit. Der Circle Zemithang ist das Heimatland des Monpa. Dort ist die Sprache mit 2301 Muttersprachlern oder 78,64 % der Bevölkerung deutlich in der Mehrheit. Zahlreiche Monpasprachige leben mittlerweile auch in der Stadt Tawang. Dort gehören 1035 Personen oder 9,24 % der Einwohnerschaft zu ihnen.
Eine bedeutende Minderheit stellen Menschen mit indoarischen Sprachen. Die Sprachgruppen Hindi (mit Hindi, Bhojpuri und Sadan/Sadri; 5107 Personen oder 10,22 %), Nepali, Assami (1943 Personen oder 3,89 %) und Bengali (1226 Personen oder 2,45 %) sind die stärksten Sprachgruppen der indoarischen Sprachen. Alle Menschen mit indoarischen Sprachen sind Zugewanderte aus anderen Teilen Indiens oder Nepal. Alle Zuwanderersprachen erreichen ihre höchsten Anteile in der Stadt Tawang sowie den Circles Jang, Lhou und Tawang. In der Stadt Tawang erreichen die Sprachgruppen Hindi (mit Hindi und Bhojpuri; 3406 Personen oder 25,33 %), Pandschabi (auch Punjabi; 1176 Personen oder 10,50 %), Nepali (1018 Personen oder 9,09 %) und Bengali (519 Personen oder 4,63 %) hohe Bevölkerungsanteile. Die Verteilung der Einzelsprachen sieht wie folgt aus:
| Jahr                                   | Bhotia | Bhotia  | Hindi | Hindi  | Monpa | Monpa  | Nepali | Nepali | Assami | Assami | Bengali | Bengali | Pandschabi | Pandschabi | Bhojpuri | Bhojpuri | Gesamt | Gesamt   |
| Jahr                                   | Zahl   | %       | Zahl  | %      | Zahl  | %      | Zahl   | %      | Zahl   | %      | Zahl    | %       | Zahl       | %          | Zahl     | %        | Zahl   | %        |
| -------------------------------------- | ------ | ------- | ----- | ------ | ----- | ------ | ------ | ------ | ------ | ------ | ------- | ------- | ---------- | ---------- | -------- | -------- | ------ | -------- |
| 2011                                   | 29.918 | 59,86 % | 4062  | 8,13 % | 3929  | 7,86 % | 3502   | 7,01 % | 1942   | 3,89 % | 1216    | 2,43 %  | 1194       | 2,39 %     | 750      | 1,50 %   | 49.977 | 100,00 % |
| Quelle: Ergebnis der Volkszählung 2011 |        |         |       |        |       |        |        |        |        |        |         |         |            |            |          |          |        |          |

### Bevölkerung des Distrikts nach Bekenntnissen
Der Distrikt ist religiös gemischt. Die Buddhisten als stärkste Glaubensgemeinschaften sind überwiegend Monpa, Bhotia und Tibeter. Unter den zahlreichen Zugewanderten dominieren die Hindus (Assamesen, Bengali, Hindustani) oder Sikhs (Pandschabis). Sie sind besonders in der Stadt Tawang sehr verbreitet. Dort sind 5806 Personen oder 51,83 % der Bevölkerung Hindus und 1141 Personen oder 10,19 % der Einwohnerschaft Sikhs.
Die Buddhisten sind in den Circles Bongkhar, Dudunghar, Kitpi, Lumla, Mukto, Thingbu und Zemithang sowie der Landbevölkerung im Circle Tawang mit Anteilen zwischen 85,80 % und 99,20 % die klar überwiegende Glaubensgemeinschaft. In allen Circles sind die Buddhisten in der Mehrheit. Die Circles Jang (36,30 %), Lhou (36,06 %) und Tawang (35,24 %) sind die Hochburgen der Hindus. Die Sikhs konzentrieren sich in der Stadt Tawang. Dort leben 1141 der insgesamt 1146 Sihks des Circles Tawang. Alle anderen Religionsgemeinschaften sind unbedeutende Minderheiten. Die genaue religiöse Zusammensetzung der Bevölkerung zeigt folgende Tabelle:
| Jahr                                   | Buddhisten | Buddhisten | Christen | Christen | Hindus | Hindus  | Jainas | Jainas | Muslime | Muslime | Sikhs | Sikhs  | Andere | Andere | keine Angaben | keine Angaben | Gesamt | Gesamt   |
| Jahr                                   | Zahl       | %          | Zahl     | %        | Zahl   | %       | Zahl   | %      | Zahl    | %       | Zahl  | %      | Zahl   | %      | Zahl          | %             | Zahl   | %        |
| -------------------------------------- | ---------- | ---------- | -------- | -------- | ------ | ------- | ------ | ------ | ------- | ------- | ----- | ------ | ------ | ------ | ------------- | ------------- | ------ | -------- |
| 2011                                   | 34.920     | 69,87 %    | 776      | 1,55 %   | 11.842 | 23,69 % | 72     | 0,14 % | 787     | 1,57 %  | 1164  | 2,33 % | 349    | 0,70 % | 67            | 0,13 %        | 49.977 | 100,00 % |
| Quelle: Ergebnis der Volkszählung 2011 |            |            |          |          |        |         |        |        |         |         |       |        |        |        |               |               |        |          |

## Bildung
Trotz bedeutender Anstrengungen ist das Ziel der vollständigen Alphabetisierung noch weit entfernt. Es bestehen starke Unterschiede bei der Alphabetisierung zwischen den Geschlechtern und der Stadtbevölkerung und der Einwohnerschaft auf dem Land. Während fast die gesamte männliche Stadtbevölkerung lesen und schreiben können, liegt die Alphabetisierung der weiblichen Landbevölkerung bei knapp über vierzig Prozent. Den Stand der Alphabetisierung zeigt die folgende Tabelle:
| Alphabetisierung im Distrikt Tawang    |                   |                   |
| Einheit                                | Volkszählung 2011 | Volkszählung 2011 |
| Einheit                                | Anzahl            | Anteil            |
| GESAMT                                 | 26.073            | 59,00 %           |
| Männer                                 | 17.720            | 67,54 %           |
| Frauen                                 | 8353              | 46,53 %           |
| STADT GESAMT                           | 9554              | 90,88 %           |
| Stadt-Männer                           | 7685              | 95,91 %           |
| Stadt-Frauen                           | 1869              | 74,76 %           |
| LAND GESAMT                            | 16.519            | 49,05 %           |
| Land-Männer                            | 10.035            | 55,06 %           |
| Land-Frauen                            | 6484              | 41,96 %           |
| Quelle: Ergebnis der Volkszählung 2011 |                   |                   |

## Verwaltung
Der heutige Distrikt ist in die drei Subdivisionen Jang (mit den Circles Bongkhar, Jang, Lhou, Mukto und Thingbu), Lumla (mit den Circles Dudunghar, Lumla und Zemithang) und Tawang (mit den Circles Kitpi und Tawang) unterteilt.